# نان، عشق و …
نان، عشق و… (به ایتالیایی: Pane, amore e) فیلم کمدی ایتالیایی سال ۱۹۵۵ ساخته دینو ریسی است. این فیلم سومین فیلم از سه‌گانه‌ای است که شامل دو فیلم دیگر نان، عشق و فانتزی در سال ۱۹۵۳ و نان، عشق و حسادت در سال ۱۹۵۴ می‌باشد. در این فیلم به جای جینا لولوبریجیدا از سوفیا لورن و اولین سه‌گانه کارگردانی شده توسط دینو ریسی است. در این فیلم نسبت به دو فیلم دیگر شامل نوآوریهایی مانند استفاده از تصویر رنگی نسبت به سیاه و سفید و همچنین محل فیلمبرداری سورنتو به جای یک روستای کوچک فیلمهای قبلی بود.

## خلاصه داستان
کلانتر آنتونیو کاروتنیوتو به خانه‌اش در شهر سورنتو برمیگردد تا پلیس راهنمایی - رانندگی محلی را اداره کند. دونا سوفیا، یک ماهی فروش جذاب است که ازدواج با آنتونیو راتقریبا قبول می‌کند تا نیکولینو را که یک ماهی فروش است و سوفیا دوستش دارد را غیرتی کند.